# Мороццо
Мороццо (італ. Morozzo, п'єм. Moross) — муніципалітет в Італії, у регіоні П'ємонт,  провінція Кунео.
Мороццо розташоване на відстані близько 480 км на північний захід від Рима, 75 км на південь від Турина, 14 км на схід від Кунео.
Населення — 2092 особи (2014).
Щорічний фестиваль відбувається 8 вересня. Покровитель — San Magno.

## Демографія
Населення за роками:

Станом на 1 січня 2023 року в муніципалітеті офіційно проживали 184 іноземці з 20 країн, серед них 100 громадян країн Євросоюзу та 1 громадянин України.

## Сусідні муніципалітети
- Бейнетте
- Кастеллетто-Стура
- Кунео
- Маргарита
- Мондові
- Монтанера
- Рокка-де'-Бальді
- Сант'Альбано-Стура